# Krasnosiłka (obwód kirowohradzki)
Krasnosiłka (ukr. Красносілка) – wieś na Ukrainie, w obwodzie kirowohradzkim, w rejonie kirowohradzkim. W 2001 liczyła 975 mieszkańców, spośród których 955 posługiwało się językiem ukraińskim, 15 rosyjskim, 1 mołdawskim, 2 białoruskim, 1 polskim, a 1 innym.